# Lysimachia foemina
Lysimachia foemina (курячі очки блакитні як Anagallis foemina, курячі очки голубі як Anagallis foemina) — вид рослин з родини первоцвітових (Primulaceae), поширений у Макаронезії й Марокко, Європі, Азії.

## Опис
Однорічна рослина 5–20 см. Віночок блакитний, 5–6 мм довжиною, з овальними, на краю зубчастими частками. Трав'яниста рослина від висхідної до прямостійної, 5–30(40) см завдовжки, 4-гранна, гілляста. Листки від яйцеподібної до ланцетоподібної форми, до 20 мм завдовжки та 8 мм завширшки, тупі чи загострені. Плід — коробочка.

## Поширення
Поширений у Макаронезії й Марокко, Європі, на захід до Афганістану й Казахстану.
В Україні вид зростає на полях і біля доріг — на південному заході, півдні й у Криму.